# Auchenisa mukim
Auchenisa mukim är en fjärilsart som beskrevs av Emilio Berio 1976/77. Auchenisa mukim ingår i släktet Auchenisa och familjen nattflyn. Inga underarter finns listade i Catalogue of Life.